# Триказе
Трика̀зе (на италиански: Tricase) е град и община в Южна Италия, провинция Лече, регион Пулия. Разположен е на 98 m надморска височина. Населението на общината е 17 737 души (към 2012 г.).